# Grand Prix Formule 1 van België 1986

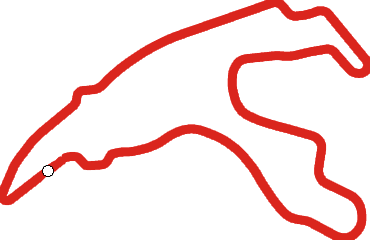
Racecircuit Spa-Francorchamps

De Grand Prix Formule 1 van België 1986 werd gehouden op 25 mei 1986 op Spa-Francorchamps.

## Uitslag
| Pos. | Nr. | Coureur            | Constructeur           | Rondes | Tijd / Oorzaak uitval | Grid | Punten |
| ---- | --- | ------------------ | ---------------------- | ------ | --------------------- | ---- | ------ |
| 1    | 5   | Nigel Mansell      | Williams-Honda         | 43     | 1:27:57.925           | 5    | 9      |
| 2    | 12  | Ayrton Senna       | Lotus-Renault          | 43     | + 19.827              | 4    | 6      |
| 3    | 28  | Stefan Johansson   | Ferrari                | 43     | + 23.592              | 11   | 4      |
| 4    | 27  | Michele Alboreto   | Ferrari                | 43     | + 29.634              | 9    | 3      |
| 5    | 26  | Jacques Laffite    | Ligier-Renault         | 43     | + 1:10.690            | 17   | 2      |
| 6    | 1   | Alain Prost        | McLaren-TAG            | 43     | + 2:17.772            | 3    | 1      |
| 7    | 19  | Teo Fabi           | Benetton-BMW           | 42     | + 1 Ronde             | 6    |        |
| 8    | 7   | Riccardo Patrese   | Brabham-BMW            | 42     | + 1 Ronde             | 15   |        |
| 9    | 17  | Marc Surer         | Arrows-BMW             | 41     | + 2 Rondes            | 21   |        |
| 10   | 20  | Gerhard Berger     | Benetton-BMW           | 41     | + 2 Rondes            | 2    |        |
| 11   | 15  | Alan Jones         | Lola-Ford              | 40     | Geen benzine          | 16   |        |
| 12   | 4   | Philippe Streiff   | Tyrrell-Renault        | 40     | + 3 Rondes            | 18   |        |
| 13   | 14  | Jonathan Palmer    | Zakspeed               | 37     | + 6 Rondes            | 20   |        |
| DNF  | 23  | Andrea de Cesaris  | Minardi-Motori Moderni | 35     | Geen benzine          | 19   |        |
| DNF  | 29  | Huub Rothengatter  | Zakspeed               | 25     | Elektrisch probleem   | 23   |        |
| DNF  | 3   | Martin Brundle     | Tyrrell-Renault        | 25     | Versnellingsbak       | 12   |        |
| DNF  | 24  | Alessandro Nannini | Minardi-Motori Moderni | 24     | Versnellingsbak       | 22   |        |
| DNF  | 25  | René Arnoux        | Ligier-Renault         | 23     | Motor                 | 7    |        |
| DNF  | 6   | Nelson Piquet      | Williams-Honda         | 16     | Turbo                 | 1    |        |
| DNF  | 18  | Thierry Boutsen    | Arrows-BMW             | 7      | Elektrisch probleem   | 14   |        |
| DNF  | 11  | Johnny Dumfries    | Lotus-Renault          | 7      | Spin                  | 13   |        |
| DNF  | 2   | Keke Rosberg       | McLaren-TAG            | 6      | Motor                 | 8    |        |
| DNF  | 21  | Piercarlo Ghinzani | Osella-Alfa Romeo      | 3      | Motor                 | 24   |        |
| DNF  | 22  | Christian Danner   | Osella-Alfa Romeo      | 2      | Motor                 | 25   |        |
| DNF  | 16  | Patrick Tambay     | Lola-Ford              | 0      | Ongeluk               | 10   |        |

## Statistieken
| Pole-position | Nelson Piquet | Williams-Honda | 1:54.331 |
| Snelste ronde | Alain Prost   | McLaren-TAG    | 1:59.282 |

## Noot
- Dit was de tiende podiumplaats voor Nigel Mansell.

1925 · 1930 · 1931 · 1933 · 1934 · 1935 · 1937 · 1939 · 1947 · 1949 · 1950 · 1951 · 1952 · 1953 · 1954 · 1955 · 1956 · 1958 · 1960 · 1961 · 1962 · 1963 · 1964 · 1965 · 1966 · 1967 · 1968 · 1970 · 1972 · 1973 · 1974 · 1975 · 1976 · 1977 · 1978 · 1979 · 1980 · 1981 · 1982 · 1983 · 1984 · 1985 · 1986 · 1987 · 1988 · 1989 · 1990 · 1991 · 1992 · 1993 · 1994 · 1995 · 1996 · 1997 · 1998 · 1999 · 2000 · 2001 · 2002 · 2004 · 2005 · 2007 · 2008 · 2009 · 2010 · 2011 · 2012 · 2013 · 2014 · 2015 · 2016 · 2017 · 2018 · 2019 · 2020 · 2021 · 2022 · 2023 · 2024 · 2025 · 2026 · 2027 · 2029 · 2031